# Slättbuskvaktel
Slättbuskvaktel (Perdicula argoondah) är en hönsfågel i familjen fasanfåglar som är endemisk för Indien.

## Utseende
Slättbuskvakteln är en liten (15–18 cm), vaktelliknande hönsfågel. Den är mycket lik djungelbuskvakteln (P. asiatica) med tvärbandad undersida och rödaktig strupe. Slättbuskvakteln är dock ljusare röd, mer åt beige, och saknar djungelbuskvaktelns vita mustaschstreck. Honan liknar djungelbuskvaktelns hona med rostbeige undersida, men är det även på örontäckarna och endast ett kort vitt ögonbrynsstreck. Ansiktsteckningen är även mycket mindre pregnant. Helt diagnostiskt på båda könen är att den yttre handpennan är längre än den innersta och att innerfanet på handpennorna är beigefläckade eller beigebandade.

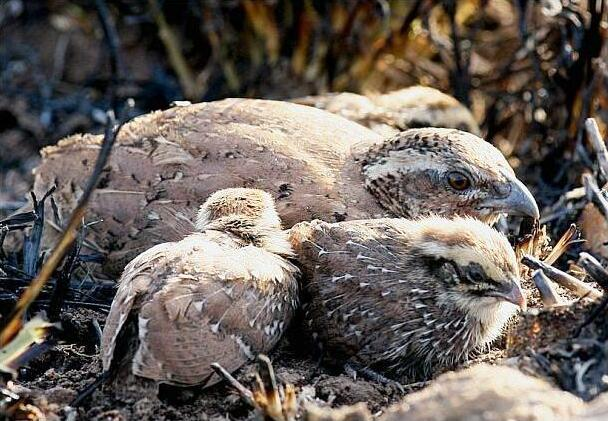

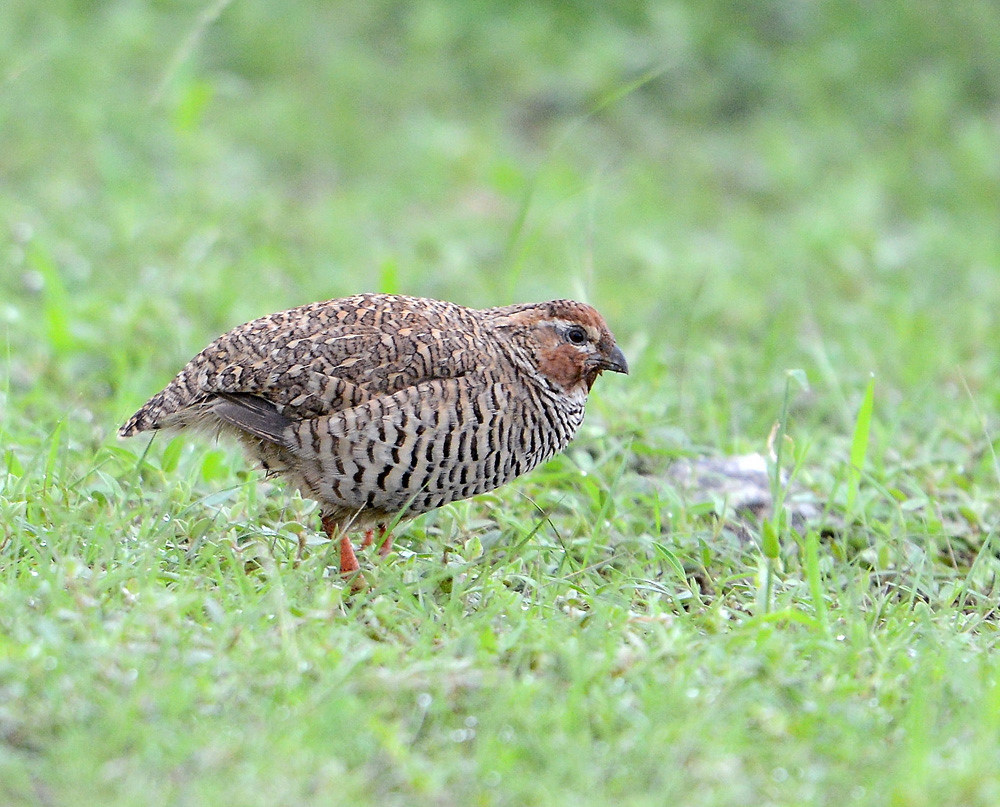

## Utbredning och systematik
Slättbuskvaktel delas in i tre underarter med följande utbredning:
- Perdicula argoondah meinertzhageni – förekommer i nordvästra Indien (i söder till Rann of Kutch och Madhya Pradesh)
- Perdicula argoondah argoondah – förekommer på indiska halvön, i söder till Chennai
- Perdicula argoondah salimali – förekommer i södra Indien (steniga lateritiska jordar i öst-centrala Mysuru)

## Status och hot
Arten har ett stort utbredningsområde och en stor population, men tros minska i antal till följd av habitatförstörelse och jakt, dock inte tillräckligt kraftigt för att den ska betraktas som hotad. Internationella naturvårdsunionen IUCN kategoriserar därför arten som livskraftig (LC). Världspopulationen har inte uppskattats men den beskrivs som fortfarande vanlig.

## Namn
William Henry Sykes förklarade inte ursprunget till det vetenskapliga artnamnet argoondah när han beskrev arten 1832. Troligen är det ett lokalt indiskt namn, möjligen baserat assamesiskans Goondri för manipurbuskvakteln.